# 松田権六

蒔絵螺鈿有職文飾箱（1960年制作, 東京国立近代美術館工芸館蔵）

松田 権六（まつだ ごんろく、1896年〈明治29年〉4月20日 - 1986年〈昭和61年〉6月15日）は、日本の蒔絵師。人間国宝。文化勲章受章者。

## 概要
1896年、石川県金沢市生まれ。7歳で蒔絵の修業を始める。石川県立工業学校漆工科、東京美術学校漆工科で学ぶ。1943年（昭和17年）、母校である東京美術学校教授に就任。以後36年間にわたって教鞭を取った。
1947年（昭和22年）日本芸術院会員となり、1955年（昭和30年）には人間国宝に認定される。伝統工芸の復興に力を尽くす一方で並木製作所の蒔絵万年筆（ダンヒル・ナミキ）の製作指導といった新しい蒔絵の模索も行っている。1965年著書『うるしの話』で毎日出版文化賞受賞。漆工芸史に名を残す名匠として、「漆聖」とも称えられた。

## 経歴
- 1896年（明治29年）現・石川県金沢市大桑町の農家に生まれる。
- 1903年（明治36年）（7歳）兄孝作（仏壇職人）について蒔絵漆芸の習得をはじめる。
- 1914年（大正3年）（18歳）3月、石川県立工業学校卒業。4月、東京美術学校漆工科入学。
- 1919年（大正8年）（23歳）3月、東京美術学校漆工科卒業。卒業後、帝国陸軍第九師団歩兵第七連隊第十二中隊へ入隊。
- 1921年（大正10年）（25歳）3月、陸軍を除隊。4月上旬より東洋文庫において朝鮮楽浪遺跡の出土漆遺品の修理を始める。
- 1925年（大正14年）（29歳）この年、六角紫水教授らの推薦で株式会社並木製作所に入社。万年筆や喫煙具関係などの漆工加飾品を手がける。
- 1926年（大正15年）（30歳）12月、金沢で沢田文子と結婚。
- 1927年（昭和2年）（31歳）9月、並木製作所を退職、顧問となる。東京美術学校助教授就任。
- 1931年（昭和6年）（35歳）1月、帝国議会議事堂御便殿（現、御休所）漆工事を依嘱された東京美術学校の命で監督となる。御便殿のほか、皇族室、議長室の漆芸装飾を行う。
- 1943年（昭和18年）（47歳）5月、東京美術学校教授就任。
- 1944年（昭和19年）（48歳）8月、「蓬莱之棚」完成。
- 1945年（昭和20年）（49歳）6月、帝国陸軍近衛第二師団第三連隊へ入隊するが、終戦により9月に除隊。
- 1947年（昭和22年）（51歳）4月、帝国美術院（8月に日本芸術院と改称）会員となる。
- 1955年（昭和30年）（59歳）2月、文化財保護委員会より重要無形文化財「蒔絵」保持者（人間国宝）の認定を受ける。6月、社団法人日本工芸会設立許可、理事となる（8月に発会式）。
- 1958年（昭和33年）（62歳）4月、日展退会。
- 1962年（昭和37年）（66歳）6月、日本工芸会理事長となる。
- 1963年（昭和38年）（67歳）11月、文化功労者顕彰。
- 1964年（昭和39年）（68歳）11月、著書「うるしの話」（岩波新書）刊行。
- 1966年（昭和41年）（70歳）5月、日本工芸会理事長を辞し、理事となる。9月、毎日新聞のコラム「漆芸十話」の連載を開始。
- 1967年（昭和42年）（71歳）4月、設立に尽力した輪島市漆芸技術研修所（現、石川県立輪島漆芸技術研修所）が開講、その講師となる。勲三等旭日中綬章受章。
- 1974年（昭和49年）（78歳）4月、勲二等瑞宝章受章。
- 1976年（昭和51年）（80歳）11月、文化勲章受章。
- 1978年（昭和53年）（83歳）10月、金沢市名誉市民となる[2]。
- 1983年（昭和58年）（86歳）輪島市名誉市民となる。
- 1986年（昭和61年）（90歳）6月15日、心不全のため死去。葬儀は19日、日本工芸会葬（委員長・細川護貞）として東京・吉祥寺で行われた。

## 著書ほか
- 『時代椀大観』　羽野禎三 共編、寳雲舎、1939年、複製版、文化出版局、1972年
- 『うるしの話』　岩波新書、1964年、文庫版、岩波文庫、大場松魚 解説、2001年
- 『蒔繪 松田権六』毎日新聞社、1973年。
- 『図案日誌』綜合工房、1977年。
- 『松田権六作品集』朝日新聞社、1979年。
- 『うるしのつや』日本経済新聞社、1981年。